# Whatever Colors You Have in Your Mind
Whatever Colors You Have in Your Mind – A Tribute to Bob Dylan är ett hyllningalbum till Bob Dylan utgivet 2007. Albumet innehåller coverversioner av Dylanlåtar med en rad artister. Inspelningarna skedde i Sverige 2005-06 under turnéer med svenska, brittiska och amerikanska artister och musiker. Skivnumret är Darrow BAM 334 21573.

## Låtlista
1. Blowing in the Wind - Augie Meyers
2. Tonight I'll Be Staying Here with You - Rosie Flores
3. Forever Young - Steve Haggard
4. Rainy Day Women - Totta Näslund
5. When I Paint My Masterpiece - Monica Törnell
6. Like a Rolling Stone - Steve Gibbons
7. You Ain't Going Nowhere - Billy Bremner
8. Mr Tambourine Man - Mike Watson & Gary Primich
9. It's All Over Now Baby Blue - Them
10. It Ain't Me Babe - Linda Gail Lewis
11. Don't Think Twice, It's Allright - Bobby Cochran
12. To Be Alone with You - Chris Jagger
13. If You Gotta Go - Mike Berry
14. I Shall Be Released - The Animals
15. Knockin' on Heavens Door - Magnus Lindberg & Eric Bell
16. Highway 61 Revisited - Downliners Sect